# Asaracus
Genre
Asaracus est un genre d'araignées aranéomorphes de la famille des Salticidae.

## Distribution
Les espèces de ce genre se rencontrent au Brésil, au Guyana et au Venezuela.

## Liste des espèces
Selon World Spider Catalog (version 20.0, 16/05/2019) :
- Asaracus megacephalus C. L. Koch, 1846
- Asaracus modestissimus (Caporiacco, 1947)
- Asaracus rufociliatus (Simon, 1902)
- Asaracus semifimbriatus (Simon, 1902)
- Asaracus venezuelicus (Caporiacco, 1955)

## Publication originale
- C. L. Koch, 1846 : Die Arachniden. Nürnberg, vol. 13, p. 1-234 (texte intégral).